# Gran reemplaçament
El Gran reemplaçament o la gran substitució (Le grand remplacement en francès) és una teoria conspirativa de l'extrema dreta, segons la qual els francesos blancs catòlics i la població blanca cristiana europea en general, està sent sistemàticament reemplaçada amb pobles no europeus, específicament àrabs, berbers, llevantins, nord-africans i subsaharians, a través de la migració massiva i el creixement demogràfic. Associa la presència de musulmans a França amb un potencial perill i destrucció de la cultura i civilització franceses.
Usualment culpa a una elit global i liberal, com Brussel·les i la Unió Europea, de dirigir un complot o mecanisme per a dur a terme el reemplaçament dels pobles europeus.
Va ser popularitzada per Renaud Camus. Aquest concepte de reemplaçament, o el de genocidi blanc, s'ha replicat a través de la retòrica de diversos moviments d'extrema dreta a Occident. Entre els seus principals promotors no sols estan els partits populistes de dreta, sinó també una àmplia xarxa de moviments socials (per exemple Pegida), grupuscles ideològics (per exemple Els Identitaires), bloguers (com Fjordman i Lauren Southern) i periodistes (com Eric Zemmour, qui es va presentar a les eleccions presidencials franceses de 2022). Importants llocs web de dretes, com ara Gates of Vienna, Politically Incorrect i France de Souche, han ofert als bloguers plataformes per a difondre aquesta teoria.

## Història
La teoria conspirativa del gran reemplaçament es remunta a la novel·la de 1973 Le Camp des Saints, de Jean Raspail, on es descriu el col·lapse de la cultura occidental a causa d'un "sisme submarí" migratori del Tercer Món. La novel·la, al costat de la teoria d'Eurabia desenvolupada per l'escriptora suisso-israeliana Bat Ye'or el 2005, va establir les bases sobre les quals Renaud Camus va escriure i va presentar el seu llibre El gran reemplaçament el 2012. Atribuït com el "pare de la doctrina del gran reemplaçament" pel Southern Poverty Law Center, Camus va afirmar que: «el gran reemplaçament és molt senzill, tens un poble, i en el lapse d'una generació tens a un poble diferent». Camus ha argumentat que la cultura d'Europa, la seva civilització i identitat estan en perill de ser avassallades per la migració massiva, especialment musulmana i, per tant, reemplaçada físicament.
Encara que circulava en cercles neofeixistes des de feia temps, la teoria conspirativa del gran reemplaçament es va difondre entre l'extrema dreta europea sobretot a partir de la crisi dels refugiats de 2015, convertint-se en una altra de les guerres culturals que estava duent a terme per a intentar aconseguir l'hegemonia ideològica. Va ser llavors quan es va afegir un nou element: que darrere de l'operació del «gran reemplaçament» estava el financer jueu d'origen hongarès George Soros, amb el que d'aquesta forma s'unien islamofòbia i antisemitisme. La teoria va ser citada pels principals líders de la ultradreta europea com Marine Le Pen, Matteo Salvini o Viktor Orban, així com pels dirigents de l'alt-right estatunidenca.
Brenton Tarrant, l'australià que va perpetrar els atemptats de Christchurch de 2019 a Nova Zelanda, era seguidor d'aquesta teoria de la conspiració i va titular amb aquest nom el seu manifest publicat a la web.
A Espanya, partits d'extrema dreta com Vox l'han començat a fer servir al seu argumentari. A França, Eric Zemmour ha batejat el seu partit amb el nom de Reconquesta com a reacció a aquesta teoria, que defensa que en unes dècades la població francesa haurà quedat substituïda per la gent vinguda d'altres països, principalment de religió musulmana.

## Influència política

### Europa

#### Espanya
S'ha dit que el partit ultradretà Vox fa circular aquesta teoria pel seu discurs sobre les baixes taxes de natalitat dels espanyols en comparació dels immigrants. El partit català d'extrema dreta, Aliança Catalana, també incorpora i difón aquesta tesi conspirativa. Segons el periodista Antonio Maestre, d'El Diario, aquesta ideologia és compartida entre Vox i determinats corrents extrems del nacionalisme català que temen ser substituïts per hispanoparlants.

### Amèrica

#### Estats Units
El Gran Reemplaçament als Estats Units és la versió nord-americana d'una teoria conspirativa nacionalista blanca d'extrema dreta segons la qual les minories racials estan desplaçant la població blanca tradicional nord-americana i fent-se amb el control de la nació. Les versions de la teoria "s'han convertit en una cosa habitual" al Partit Republicà dels Estats Units, i s'han convertit en un important tema de debat polític. També ha estimulat respostes violentes que inclouen assassinats en massa. S'assembla a la teoria del Gran Reemplaçament promoguda a Europa, però té els seus orígens en el nativisme nord-americà al voltant del 1900. Segons Erika Lee, el 1894 els fundadors de la Lliga per a la Restricció de la Immigració (Immigration Restriction League) estaven "convençuts que les tradicions, els pobles i la cultura anglosaxons estaven sent ofegats per una allau d'estrangers racialment inferiors procedents del sud i l'est d'Europa".

## Influència en el terrorisme nacionalista blanc

### Crida implícita a la violència
L'ús per part de Camus de termes forts com "colonització" i "ocupants"[h] per etiquetar els immigrants no europeus i els seus fills s'han descrit com a crides implícites a la violència. Estudiosos com Jean-Yves Camus han argumentat que la teoria de la conspiració del "Gran Reemplaçament" és molt paral·lela al concepte de "remigració", un terme eufemístic per a la deportació forçosa d'immigrants no blancs. "No sortirem d'Europa, farem que Àfrica surti d'Europa", va escriure Camus el 2019 per definir el programa polític per a les eleccions al Parlament Europeu. També ha utilitzat un altre eufemisme, la "Gran Repatriació", per referir-se a la remigració.
Segons els historiadors Nicolas Bancel i Pascal Blanchard, juntament amb el sociòleg Ahmed Boubeker, “l'anunci d'una guerra civil està implícit en la teoria de la 'gran repatriació' […] Aquesta tesi és extrema –i tan simplista que pot ser entesa per qualsevol- perquè valida una definició racial de la nació.” El demògraf Hervé Le Bras, escèptic davant la descripció que fa Camus dels immigrants de segona o tercera generació per ser en si mateixa una contradicció en els termes -”ja no emigren, són francesos"-, també critica la seva designació com a cinquena columna a França o "enemic intern".

### Atacs inspirats
Els temors a l'extinció de la raça blanca, i la teoria del reemplaçament en particular, han estat citats per diversos acusats de protagonitzar tirotejos massius entre el 2018, el 2019 i el 2022. Tot i que Camus ha declarat que la seva pròpia filosofia és no violenta, analistes com Heidi Beirich, del Southern Poverty Law Center, afirmen que la idea del genocidi blanc ha "influït indubtablement" en els supremacistes blancs nord-americans, cosa que podria conduir a la violència.
L'octubre del 2018, un home armat va matar 11 persones i en va ferir 6 en un atac a la sinagoga de l'Arbre de la Vida a Pittsburgh, Pennsilvània. El pistoler creia que els jueus estaven important deliberadament immigrants no blancs als Estats Units com a part d'una conspiració contra la raça blanca.
Brenton Harrison Tarrant, el terrorista australià responsable dels tirotejos massius a la mesquita d'Al Noor i el centre islàmic de Linwood a Christchurch (Nova Zelanda) el 15 de març de 2019, en què van morir 51 persones i 49 van resultar ferides, va titular el seu manifest The Great Replacement (El Gran Reemplaçament), una referència al llibre de Camus. En resposta, Camus va condemnar la violència alhora que va reafirmar el seu desig d'una "contrarevolta" contra l'augment de la població no blanca.
El 2019, una investigació de l'Institut per al Diàleg Estratègic va mostrar més de 24.000 mencions a les xarxes socials sobre el Gran Reemplaçament el mes anterior als tirotejos de Christchurch, en comparació amb només 3.431 mencions a l'abril de 2012. L'ús del terme es va disparar a l'abril del 2019 després del tiroteig de la mesquita de Christchurch.
Patrick Crusius, el sospitós del tiroteig d'El Paso de 2019, va publicar un manifest en línia titulat La veritat incòmoda en què al·ludia al "gran reemplaçament" i expressava el seu suport al "tirador de Christchurch" minuts abans de l'atac. Parlava d'una "invasió hispana de Texas" que conduiria a un "reemplaçament cultural i ètnic" (en al·lusió a la Reconquista) com a justificacions per al tiroteig.
El sospitós acusat del tiroteig de 2022 a Buffalo va enumerar el Gran Reemplaçament en un manifest que havia publicat abans de l'atac. El sospitós es va descriure a si mateix com a feixista, supremacista blanc i antisemita.